# Weißer Ring
Der Weiße Ring (Eigenschreibweise WEISSER RING, vollständige Vereinsbezeichnung in Deutschland WEISSER RING – Gemeinnütziger Verein zur Unterstützung von Kriminalitätsopfern und zur Verhütung von Straftaten e. V.) ist eine in mehreren Ländern Europas tätige, jeweils eigenständige Hilfsorganisation für Kriminalitätsopfer und ihre Familien.

## Struktur
Der Verein wurde 1976 in Deutschland unter anderem von dem Fernsehjournalisten Eduard Zimmermann in Mainz gegründet, wo er seinen Sitz hat und in das Vereinsregister eingetragen ist. Der Verein hat in Deutschland etwa 3000 ehrenamtliche Helfer und 45.000 Mitglieder. Es sind 400 Außenstellen in 18 Landesverbänden eingerichtet. Bundesvorsitzender ist seit September 2022 der Jurist Patrick Liesching. Die Geschäftsführung obliegt seit Oktober 2013 der Juristin Bianca Biwer.
Der Verein finanziert sich durch Mitgliedsbeiträge, Spenden, Stiftungen, Nachlässe sowie Zuweisungen von Geldbußen. Er nimmt keine öffentlichen Zuschüsse in Anspruch.
Landesverbände
| Landesverband          | Landesvorsitzende/r 1        |
| ---------------------- | ---------------------------- |
| Baden-Württemberg      | Hartmut Grasmück             |
| Bayern-Nord            | Marion Stamm                 |
| Bayern-Süd             | Martin Ache                  |
| Berlin                 | Manuela Krahl-Röhnisch       |
| Brandenburg            | Barbara Richstein            |
| Bremen                 | Margaret Hoffmann            |
| Hamburg                | Monika Schorn                |
| Hessen                 | Patrick Liesching            |
| Mecklenburg-Vorpommern | Uta-Maria Kuder              |
| Niedersachsen          | Steffen Hörning              |
| NRW Rheinland          | Bernd König                  |
| NRW-Westfalen-Lippe    | Klaus Neidhardt              |
| Rheinland-Pfalz        | Sabine Bätzing-Lichtenthäler |
| Saarland               | Jürgen Zeck                  |
| Sachsen                | Geert Mackenroth             |
| Sachsen-Anhalt         | Kerstin Godenrath            |
| Schleswig-Holstein     | Manuela Söller-Winkler       |
| Thüringen              | Marion Walsmann              |

Die vormaligen Bundesvorsitzenden des Vereins waren Eduard Zimmermann (1976–1994), Max Herberg (1994–2001), Wolf Weber (2001–2005), Reinhard Böttcher (2005–2010), Roswitha Müller-Piepenkötter (2010–2018) und Jörg Ziercke (2018–2022).

## Ziele

### Opferhilfe
Menschen, die Hilfe nach einer Straftat benötigen, können sich an eine von mehr als 400 Anlaufstellen wenden, die es bundesweit gibt. Dort arbeiten rund 3.000 ehrenamtliche Menschen, die eine spezielle Ausbildung und Qualifikation zum Opferhelfer erworben haben. Sie arbeiten nach den von Verein entwickelten Standards der Opferhilfe. Die Hilfeleistungen sind kostenfrei und können auf Wunsch auch anonym erfolgen.
Der Weisse Ring kann Kriminalitätsopfern beispielsweise wie folgt helfen:
- persönliche Betreuung und menschlicher Beistand nach einer Straftat
- Begleitung zu Terminen bei Polizei, Staatsanwaltschaft, Gericht oder sonstigen Behörden
- allgemeine Hilfestellung im Umgang mit Behörden
- Vermittlung von Hilfen anderer Stellen
- Geldzuwendungen in Form eines Hilfeschecks für eine anwaltliche Erstberatung, eine psychotraumatologische Erstberatung oder einen rechtsmedizinischen Untersuchungsscheck
- finanzielle Unterstützung zur Überbrückung tatbedingter Notlagen

### Kriminalitätsvorbeugung

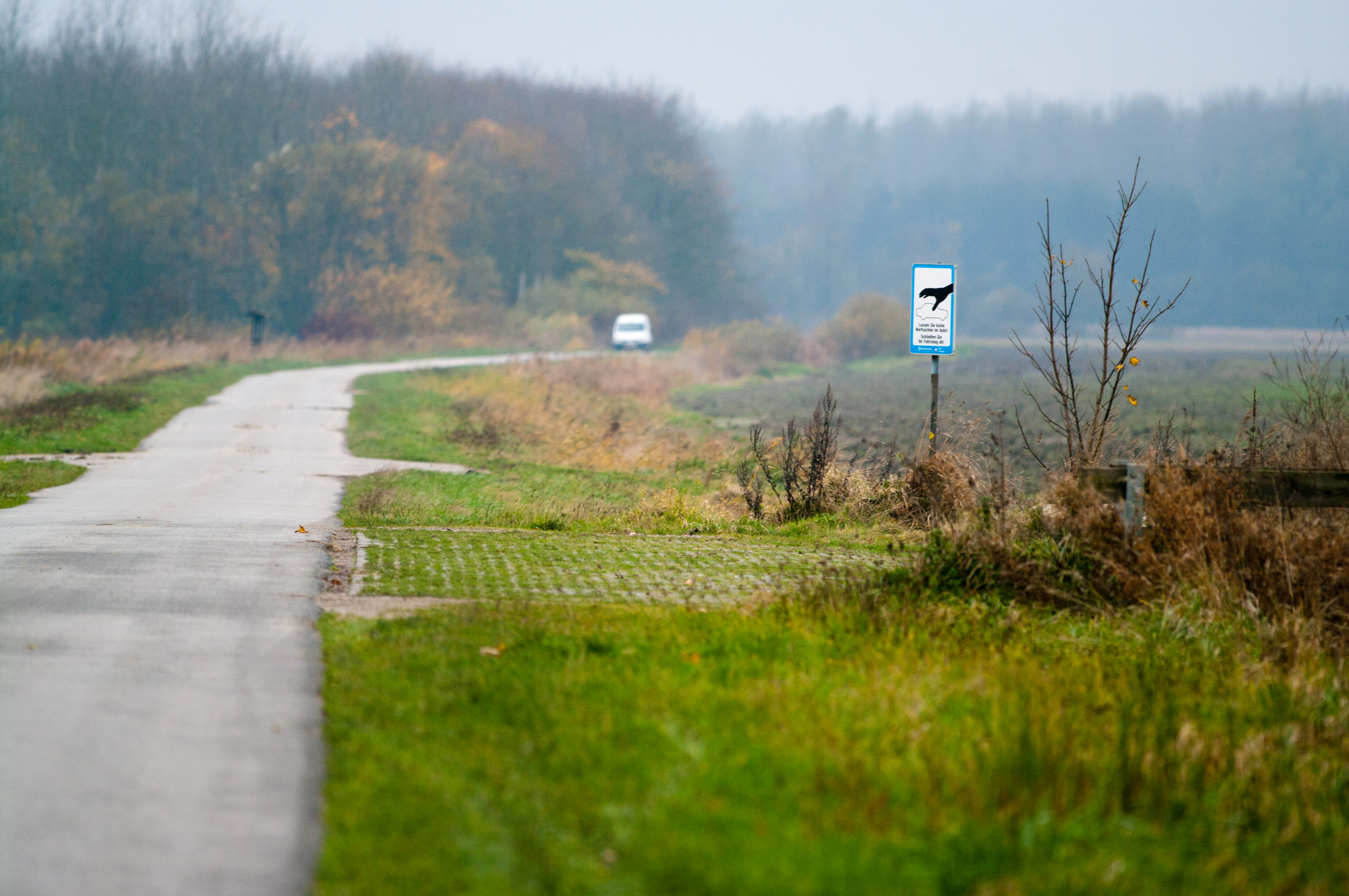
Parkplatz mit Warnschildern des Weißen Rings vor Diebstahl aus dem Auto

Der Verein unterstützt den Vorbeugungsgedanken. Er
- verbreitet über Plakate, Videos, Vorträge und Broschüren Themen der Kriminalitätsvorbeugung,
- gibt in Zusammenarbeit mit staatlichen Stellen der Vorbeugung Tipps zum Schutz vor Kriminalität,
- beleuchtet Forschungsergebnisse und bespricht einschlägige Bücher,
- zeigt wichtige Adressen der Vorbeugung auf.

Außerdem unterstützt er bundesweit Präventionsprojekte wie zum Beispiel die Konstanzer Puppenbühne beim Theaterstück „Pfoten weg!“, das zu sexuellen Missbrauch bei Kindern aufklärt oder digitale Initiativen wie die Plattform Juuuport beim Thema Cybermobbing.
Insgesamt stellte der Weiße Ring für sein Satzungsziel „Vorbeugung“ bisher mehr als 32 Mio. Euro zur Verfügung.

### Unterstützung von Projekten der Schadenswiedergutmachung und des Täter-Opfer-Ausgleichs
Der Verein kämpft um ein stärkeres gesellschaftliches Bewusstsein für die Situation der Geschädigten und setzte bisher mehr als 45 Mio. Euro für das öffentliche Eintreten für Opferbelange ein. Der Weiße Ring fordert von Politik, Justiz und Verwaltung die Verbesserung der rechtlichen und sozialen Situation von Kriminalitätsopfern und ihrer Angehörigen. Im Einzelnen:
Eine gesetzliche Verankerung der Informationspflicht zu Opferrechten und -ansprüchenVielfach erfahren Betroffene erst durch den Weißen Ring von ihren Rechten. Lediglich zehn Prozent stellen einen Antrag auf Opferentschädigung. Selbst Anwälten ist das 1976 eingeführte Opferentschädigungsgesetz teilweise unbekannt.
Einen Opferanwalt auf StaatskostenDieser wichtige Schutz der Persönlichkeitsrechte der Geschädigten ist bisher auf versuchte und vollendete Tötungsdelikte sowie Sexualdelikte beschränkt.
Ausreichenden Opferschutz im Verfahren gegen JugendlicheDerzeit haben Geschädigte keinen Anspruch auf einen Opferanwalt, wenn der Täter unter das Jugendstrafrecht fällt.
SchadenswiedergutmachungNach derzeitigem Recht haben die Opfer eines jugendlichen Straftäters keine Möglichkeit, ihre Ansprüche auf Schadenersatz oder Schmerzensgeld bereits im Strafverfahren geltend zu machen. Die Zulassung des Adhäsionsverfahrens im Verfahren gegen Jugendliche ist nach Auffassung des Weißen Rings und anderer überfällig. Gerade die Schadenswiedergutmachung diene dem Erziehungsgedanken und sei geeignet, das Verantwortungsbewusstsein bei jugendlichen Straftätern zu fördern. Durch die Konfrontation des jugendlichen Täters mit dem angerichteten Schaden würde sogar ein hoher erzieherischer Wert erfüllt, wenn er erkenne, dass es nicht damit getan sei, einen Schuldspruch entgegenzunehmen, sondern dass er bei seinem Opfer etwas gutzumachen habe.

## Opfer-Telefon und Online-Beratung
Kriminalitätsopfer und Interessierte können telefonisch Kontakt aufnehmen oder Informationen zu den Hilfen des Weißen Rings anfordern. Ehrenamtliche Mitglieder der 400 örtlich zuständigen Außenstellen übernehmen die weitere Betreuung. Das kostenlose Opfer-Telefon ist in Deutschland unter der Rufnummer 116 006 zu erreichen. Seit 2016 wird über die Website des Vereins eine Onlineberatung durch aktuell 37 geschulte Onlineberater angeboten. Bei Bedarf werden Opfer an eine der Außenstellen oder in andere Hilfsangebote vermittelt.
Betroffenen kann geholfen werden durch:
- Menschlichen Beistand und persönliche Betreuung nach der Straftat
- Begleitung zu Terminen bei Polizei, Staatsanwaltschaft und Gericht
- Hilfestellungen im Umgang mit den Behörden
- Vermittlung von Hilfen anderer Stellen
- Hilfeschecks für eine für das Opfer jeweils kostenlose Erstberatung frei wählbare anwaltliche und eine psychotraumatologische Erstberatung sowie für eine rechtsmedizinische Untersuchung
- Übernahme von Anwaltskosten, insbesondere zur Wahrung von Opferschutzrechten im Strafverfahren (Opferanwalt) und zur Durchsetzung von Ansprüchen nach dem Opferentschädigungsgesetz (OEG)
- Erholungsmaßnahmen für Opfer und ihre Familien in bestimmten Fällen
- Finanzielle Unterstützung zur Überbrückung tatbedingter Notlagen

Der Weiße Ring hat inzwischen mehr als 200.000 Kriminalitätsopfern und ihren Angehörigen menschlichen Beistand und immaterielle Hilfe geleistet. Er kann zusätzlich bedürftigen Opfern und ihren Familien durch finanzielle Unterstützungen helfen tatbedingte Notlagen zu überbrücken und stellte für Opferbetreuungsmaßnahmen einschließlich direkter materieller Hilfen bisher mehr als 142 Mio. Euro bereit.
Der Weiße Ring informiert darüber hinaus über einige Social-Media-Kanäle über die Arbeit des Vereins, seinen Hilfs- und Unterstützungsmöglichkeiten.
Die Tatort-Darsteller Oliver Mommsen und Ulrike Folkerts, aber auch TV-Anwalt Ingo Lenßen sowie die Schauspieler Steffen Schroeder, Tom Wlaschiha und Ralf Moeller unterstützen den Verein.
SoforthilfenNach der Amokfahrt in Münster hat der Weiße Ring über 50 Opfer, Angehörige und traumatisierte Augenzeugen betreut. Betroffenen aus Deutschland, den Niederlanden, England und Südafrika wurden rund 25.000 Euro an Soforthilfen für Anreise, Übernachtung, Krankenhausparken oder Lohnausfälle ausgezahlt.
NO STALK - Tagebuch AppDie Weißer-Ring-Stiftung hat eine App zur Dokumentation von Stalkinghandlungen (Fotos, Videos, WhatsApp, Sprachnachrichten, SMS) auf dem Smartphone entwickelt, damit Betroffene juristisch erfolgreich gegen Stalker vorgehen können. Bei der Google.org Impact Challenge wurde im Mai 2018 bereits die erste Förderstufe mit 250.000 EUR erreicht. Seit Mai 2019 gibt es die App in den Stores für Apple- und Android-Smartphones.

## Tag der Kriminalitätsopfer und Pro-Opfer-Tag
Der vom Weißen Ring ins Leben gerufene Tag der Kriminalitätsopfer erinnert am 22. März eines jeden Jahres an die Situation der durch Kriminalität und Gewalt geschädigten Menschen, die auf Schutz, praktische Hilfe und Solidarität der Gesellschaft angewiesen sind. In Zusammenarbeit mit Heinz-Leo Holten, Leiter der Abteilung Strafrechtspflege im Ministerium der Justiz des Landes Nordrhein-Westfalen wurde die Expertengruppe Opferschutz und der Pro-Opfer-Tag geschaffen.

## Weitere Länder
Nach Vorbild des deutschen Vereins wurden auch in anderen europäischen Ländern eigenständige Organisationen gegründet, die Opfer von Verbrechen unterstützen. Sie arbeiten unabhängig voneinander.
- Österreich, seit 1978
- Luxemburg, Wäisse Rank, seit 1979
- Ungarn, Fehér Gyürü – Közhasznú Egyesület, seit 1989
- Schweiz, Weisser Ring – Anneau blanc – Anello Bianco, seit 1984
- Tschechien, Bílý kruh bezpečí, seit 1991

## Sonstiges
Der Außenstellenleiter des Weißen Rings in Lübeck soll sich 2012 mit drei Frauen getroffen haben, die in der Opferbetreuung des Weißen Rings waren. Dem nunmehr ehemaligen Mitarbeiter des Weißen Rings wird vorgeworfen, Frauen in Beratungsgesprächen sexuell belästigt zu haben. In sieben Fällen besteht der Anfangsverdacht einer Straftat. Insgesamt liegen 18 Anzeigen gegen den Mann vor. Seit November 2017 ist der pensionierte Polizeihauptkommissar nicht mehr für den Weißen Ring tätig.
Ein Vorfall im April 2016, bei dem sich der ehemalige Außenstellenleiter während eines Beratungsgesprächs vor einer ratsuchenden Frau entblößt haben soll, wurde vor dem Amtsgericht Lübeck verhandelt. Im September 2019 sprach das Amtsgericht den Angeklagten vom Vorwurf des Exhibitionismus frei, da es nach der Beweisaufnahme nicht mit der für eine Verurteilung erforderlichen Sicherheit davon überzeugt war, dass der Angeklagte die Tat, so wie geschildert, begangen hat. Eine Gutachterin hatte während des Verfahrens Zweifel an den Aussagen der Hauptbelastungszeugin geäußert. Gegen den Freispruch legten die Staatsanwaltschaft sowie die Nebenklage Berufung ein, so dass der Fall erneut im August 2021 vor dem Landgericht verhandelt werden sollte. Nach Vorlage eines weiteren aussagepsychologischen Gutachtens zu dem Aussageverhalten der Hauptbelastungszeugin, zog die Staatsanwaltschaft die Berufung zurück. Nachdem auch die Nebenklage wenig später ihre Berufung zurückzog, ist der Freispruch nun rechtskräftig.
Der Bundesverband des WEISSER RING e. V. hat aus den Vorfällen in Lübeck Konsequenzen gezogen und einen Maßnahmenkatalog entwickelt. Dieser sieht unter anderem die Möglichkeit vor, dass der Bundesvorstand im Notfall Mitarbeiter vor Ort suspendieren und von ihren Aufgaben entbinden kann. Zudem kümmert sich nun ein unabhängiger Ansprechpartner um eingehende Beschwerden und entwickelt gemeinsam mit den Betroffenen effektive Problemlösungen. Der unabhängige Ansprechpartner berichtet regelmäßig direkt dem Bundesvorstand. Weibliche Opfer von Sexualdelikten werden im Erstgespräch beim WEISSER RING e. V. nun standardmäßig von einer Opferhelferin betreut. Ist dies nicht möglich, sehen die Regelungen vor, dass mindestens zwei Opferhelfer beim Erstgespräch mit der Betroffenen anwesend sind (Sechs-Augen-Prinzip).